# NGC 1819
NGC 1819 is een lensvormig sterrenstelsel in het sterrenbeeld Orion. Het hemelobject werd op 27 februari 1886 ontdekt door de Amerikaanse astronoom Lewis A. Swift.

## Synoniemen
- UGC 3265
- MCG 1-14-2
- MK 1194
- ZWG 421.4
- IRAS 05091+0508
- PGC 16899